# Tomasz z Sienna
Tomasz z Sienna (ur. 1280 ?, zm. ok. 1371) –
franciszkanin, biskup chełmski, biskup pomocniczy krakowski.
Tomasz był synem Ninogniewa z Sienna. 26 lipca 1358 papież Innocenty VI mianował go biskupem elektem, a 20 maja następnego roku biskupem chełmskim jako sufraganii metropolii gnieźnieńskiej (Arcybiskupstwo w Haliczu jeszcze nie zostało zorganizowane). Tomasz z Sienna nie objął urzędu gdyż erygowanie diecezji przedłużało się ze względu na spory pomiędzy Polską, Węgrami i Litwą o terytoria, na których diecezja miała powstać. Po uzyskaniu godności biskupiej przebywał w Awinionie, gdzie z rąk papieża otrzymał tytuł kapelana papieskiego. Po powrocie do kraju nadal rządów w diecezji nie objął, lecz został sufraganem krakowskim i rezydował jako biskup pomocniczy w diecezji krakowskiej, gdzie prawdopodobnie zmarł przed 1371 r.